# Лантанозухи

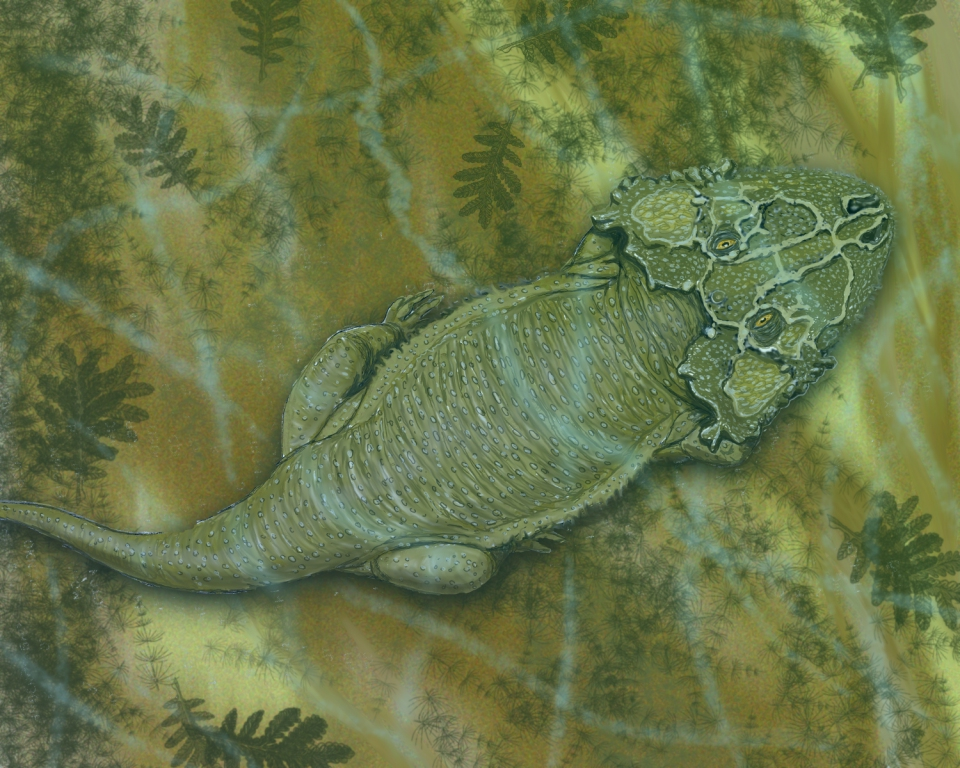
Близкий к лантанозуху Chalcosaurus lukjanovae

Лантанозухи (лат. Lanthanosuchus, от др.-греч. λανθάνον — скрытый [или забытый, обойдённый молчанием] и σοῦχος — крокодил) — род вымерших четвероногих из семейства лантанозухид (Lanthanosuchidae). Жили во времена пермского периода (268,0—252,3 млн лет назад) на территории современного Татарстана (Россия).

## История изучения
В 1940 году Иваном Антоновичем Ефремовым по ископаемым остаткам, найденным в отложениях «средней» перми Татарии, описал новый вид Lanthanosuchus qualeni, который он выделил в самостоятельные род лантанозухов и семейство лантанозухид. В 1946 году по голотипу PIN 271/1, найденному в речном песчанике у реки Улемы недалеко от села Ишеево (Татарстан, Россия), он же описал второй вид рода, Lanthanosuchus watsoni.
В 2008 году Михаил Феодосьевич Ивахненко присвоил виду Lanthanosuchus qualeni статус nomen dubium.

## Систематика
Если род однозначно помещают в семейство лантанозухид, то положение семейства точно не определено.
В 1940 году Ефремов отнёс семейство лантанозухид к группе сеймуриаморф. Уже в 1946 году на основании изучения нового вида лантанозухов он предложил выделить особый отряд батрахозавров, промежуточный между амфибиями и рептилиями. Это противоречило линневской номенклатуре, но было верно логически. В современных классификациях батрахозавры Ефремова примерно соответствуют рептилиоморфам или парарептилиям.
В дальнейшем систематики относят семейство либо к рептилиоморфам, либо к анапсидам-парарептилиям, помещая последовательно в группу антракозавров первых, в клады Hallucicrania и Ankyramorpha из отряда проколофономорф вторых.

## Описание
Длина черепа около 14 см, общая длина 75 см. Череп крайне скульптирован, чрезвычайно уплощён. Имеются височные окна и расширение глазницы вниз. Задняя поверхность черепа несет многочисленные выросты. Зубы мелкие, однорядные, без лабиринтовой складчатости, присутствуют мелкие радиально расположенные бугорки на нёбе. В черепе сочетаются признаки примитивных тетрапод (амфибий) и пресмыкающихся. Полости среднего уха нет. Внешне, вероятно, напоминал саламандру с уплощённым телом, шкура голая, как у настоящих амфибий.

## Палеобиология
Представители рода входят в состав ишеевской дейноцефаловой фауны. Их образ жизни неизвестен. Существует предположение, что лантанозухи жили в мелких, возможно, солёных озёрах и прудах. В таком случае, основу их питания могли составлять раковинные рачки и другие беспозвоночные. В расширении глазницы могла находиться солевая железа. Альтернативная гипотеза предполагает, что лантанозухи обитали на суше в подлеске и питались наземными членистоногими.
Родственные лантанозухам Chalcosaurus и Lanthaniscus также обнаружены в Приуралье в отложениях середины пермского периода, соответствующих по возрасту очёрскому и ишеевскому комплексу. Длина черепа Chalcosaurus достигала 25 см, что предполагает общую длину до 1,5 м.